# オフロでGO!!!!! タイムマシンはジェット式2
『オフロでGO!!!!! タイムマシンはジェット式2』（オフロでゴータイムマシンはジェットしき2、Hot Tub Time Machine 2）は、2015年のアメリカ合衆国のコメディ映画。監督はスティーヴ・ピンク、出演はロブ・コードリーとクレイグ・ロビンソンなど。2010年に公開された映画『オフロでGO!!!!! タイムマシンはジェット式』の続編である。なお、日本国内で劇場公開されなかったが、2015年8月12日にDVDが発売された。

## ストーリー
前作から5年の時が経過した。ロー・ドルチェンはビリオネアになり、ニック・ウェバーは歌手として成功していた。ローの成功を祝うパーティーで、ローは何者かに股間を銃撃された。ニックとジェイコブ（ローの息子）はローをホットタブ・タイムマシンに乗せ、犯人を捜すべくタイムトラベルに出発した。一行が到着したのは過去ではなく10年後の未来であった。ジェイコブはローの豪邸を相続して優雅な暮らしを送っていた。犯人が未来人であることを知った一行は、友人のアダム・イェーツの犯行を疑った。2人が彼の家を訪ねると、そこには息子しかいなかった。ジュニアはジルと婚約したのだという。
ローは仇敵のゲイリー・ウィンクルが狙撃犯ではないかと疑っていたが、ゲイリーはローの死を悼んでいた。一行は情報収集のためにゲイリーが経営するナイトクラブに向かったが、そこでジュニアが幻覚剤を摂取してしまった。翌日、一行は人気テレビ番組の収録に参加し、ニックは仮想現実の世界で男性と性行為をする羽目になった。また、幻覚剤の影響を受けたジュニアは高層ビルから飛び降りようとしたため、ローが必死の思いで引き止めることになった。
散々な目に遭った一行の目に、ローの会社の従業員であるブラッドがタイムマシンの開発を可能にする材料（ニトロトリナディウム）を発明したとのニュースが飛び込んできた。一行はブラッドこそが狙撃犯に違いないと思い込んだ。ジュニアの結婚式会場で、ジェイコブはブラッドに探りを入れたが、彼が犯人ではないことが判明しただけだった。ジュニアがパーティに参加していたことに嫉妬したジルはローを誘惑し、そのまま性行為に及んだ。それを知ったジュニアは憤慨し、ニトロトリナディウムを盗んで過去へ向かった。一行はジュニアを止めようとしたが、彼は既に過去に向かってしまった。行き先が分からず困惑する一行だったが、ジェイコブはある可能性を思いついた。

## キャスト
※括弧内は日本語吹替
- ロー・ドルチェン: ロブ・コードリー（青山穣）
- ニック・ウェバー: クレイグ・ロビンソン（田中英樹）
- ジェイコブ・ドルチェン: クラーク・デューク（庄司将之）
- アダム・イェーツ・Jr: アダム・スコット（花輪英司）
- ホットタブの修理工: チェビー・チェイス（辻親八）
- ジル: ギリアン・ジェイコブス（清水理沙）
- ケリー・ドルチェン: コレット・ウルフ（石津彩）
- ソフィー: ビアンカ・ハーシー（森なな子）
- ゲイリー・ウィンクル: ジェイソン・P・ジョーンズ（英語版）（椙本滋）
- コートニー: ケリー・スチュワート（英語版）
- ブラッド: クメイル・ナンジアニ（小林親弘）
- テリー: ジョシュ・ヒールド
- スーザン: グレッチェン・コールナー
- ブレット: クリスチャン・スレーター（中根徹）
- ジェシカ・ウィリアムズ: 本人
- リサ・ローブ: 本人
- ブルース・バッファー: 本人
- アダム・イェーツ: ジョン・キューザック（クレジットなし・写真のみ）

## 製作
2013年6月5日、本作の主要撮影がニューオーリンズで始まった。
前作で主人公を演じたジョン・キューザックは「続編への出演オファーを受けていない」とツイートしていたが、実際にはカメオ出演している。

## 公開・興行収入
当初、本作は2014年12月25日に全米公開される予定だったが、後に公開日は2015年2月20日に延期された。
本作は『THE DUFF/ダメ・ガールが最高の彼女になる方法』及び『マクファーランド 栄光への疾走』と同じ週に封切られ、公開初週末に950万ドル前後を稼ぎ出すと予想されていたが、実際の数字はそれを大きく下回るものであった。2015年2月20日、本作は全米2880館で公開され、公開初週末に596万ドルを稼ぎ出し、週末興行収入ランキング初登場7位となった。この数字は前作のオープニング興収（1402万ドル）を大幅に下回るものとなった。

## 評価
本作は批評家から酷評されている。映画批評集積サイトのRotten Tomatoesには101件のレビューがあり、批評家支持率は14%、平均点は10点満点で3.3点となっている。サイト側による批評家の見解の要約は「子供じみたユーモアが散りばめられた底の浅い作品である。『オフロでGO!!!!! タイムマシンはジェット式2』は続編としては今ひとつの出来であり、鑑賞しないのが最善である。」となっている。また、Metacriticには31件のレビューがあり、加重平均値は29/100となっている。なお、本作のCinemaScoreはC-となっている。
中傷と闘うゲイ&レズビアン同盟は本作における描写が同性愛者を貶めるものになっているとして、これを批難する声明を発表している。
本作は第36回ゴールデンラズベリー賞で最低助演男優賞（チェビー・チェイス）と最低前日譚・リメイク・盗作・続編賞にノミネートされたが、受賞には至らなかった。